# 瑞三煤礦
瑞三礦業整煤廠，又稱為瑞三煤礦、瑞三整煤廠，是位於臺灣新北市瑞芳區侯硐的一個礦業整煤廠，過去由瑞芳李家三子李建興所經營，於臺灣煤礦業發展史上具有重要地位。該廠區之建築群及遺構現作為猴硐煤礦博物園區的一部分保存，並被列為新北市歷史建築。

## 歷史

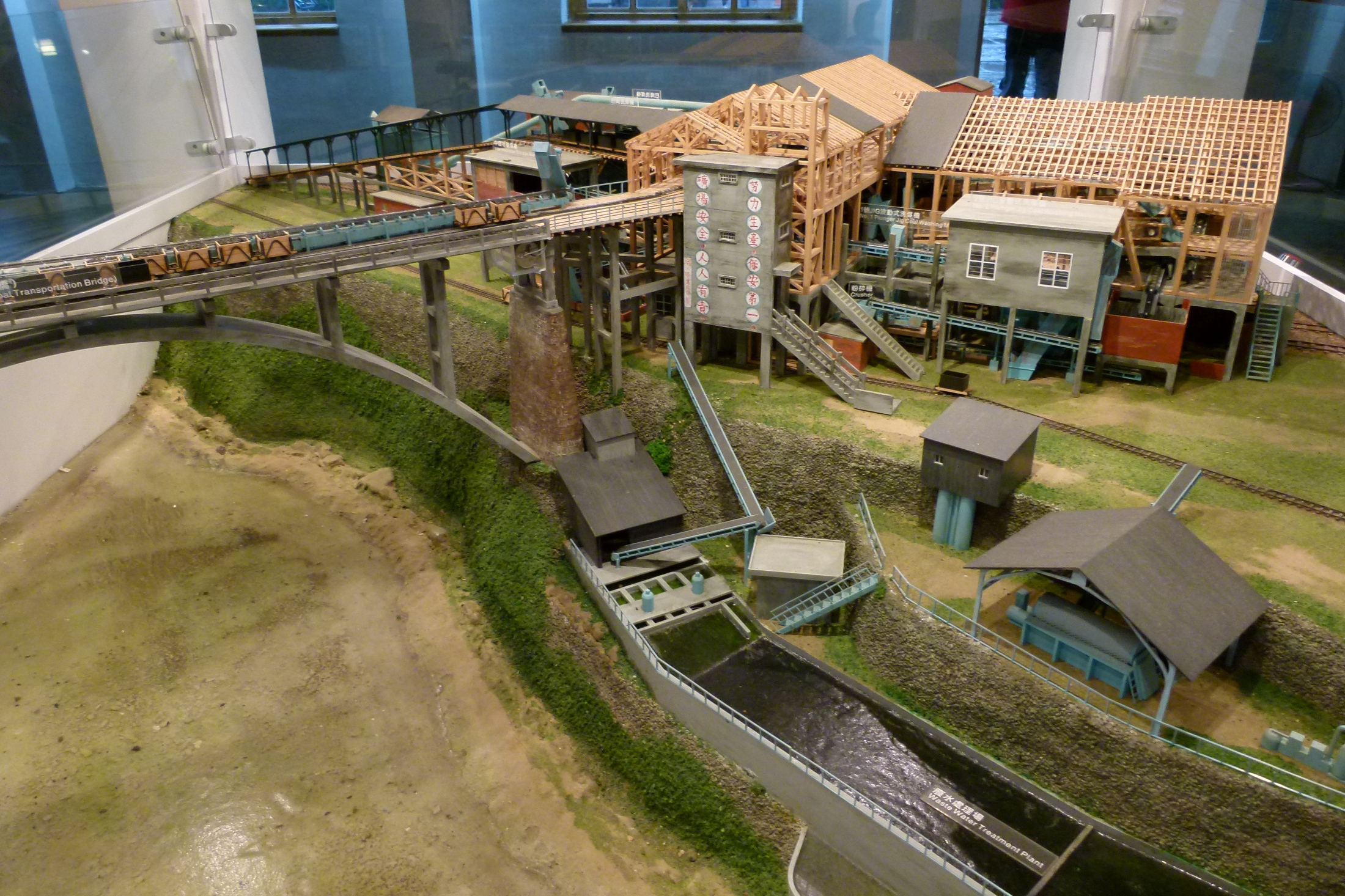
瑞三整煤廠的比例復原模型

日治時期，隨著日本當局於1896年頒布「台灣礦業規則」，日本人開始於金瓜石一帶地區建立了從採礦到製煉的一貫體系， 礦業顏雲年曾與日本人木村久太郎於1914年在選侯硐地區開坑，並合辦開採「久年二坑」，最初作為僅支援金瓜石、九份地區所需的燃料使用，後來因雲泉商會開採大粗坑煤礦、成立基隆會社，此坑即被併入會社，不久改為「基隆會社瑞芳三坑」，並將其他同業及瑞芳礦山併入經營。。並在1920年猴硐車站開通後，因為需要加速煤產能力的運輸，基隆炭礦株式會社於車站東向靠基隆河邊興設置貯煤場與選煤機。整煤廠於1922年3月竣工，並依靠電力來轉動馬達的選炭一貫作業設備。。

1934年，三井財團認為礦源枯竭，放棄開採，李建興則認為仍有煤礦可採，遂承租三井的礦場，與弟弟們開設「瑞三鑛業公司」。選定瑞芳、侯硐一帶作為當時臺灣煤礦產業的重要據點。
1949年12月28日，李建興向臺灣工礦公司承購侯硐礦業所的礦業權和設備，於1954年11月15日成立「瑞三鑛業股份有限公司」之名繼續經營礦業，並擁有侯硐煤礦全部地區的開採權，在巔峰時期，瑞三煤礦曾產生全臺灣產量最大的煤礦，也是瑞芳最大暨全台灣最大的煤礦公司。據1970年的資料，瑞三煤礦的員工人數統計為1,508人，每天進礦工人約500人。自1946年至1980年收坑為止，瑞三煤礦總產量達6,741,118公噸，佔全台（相對期間）的5.23％，後直到1990年5月1日，隨著石油取代燃煤，鐵路電氣化，使煤礦需求量銳減，瑞三煤礦宣布全面停產。棄置的工廠也逐漸傾頹荒廢。後則在2005年11月7日，因見證北台灣礦業文化發展等歷史價值，瑞三整煤廠由臺北縣政府文化局列為歷史建築。後隨著2010年猴硐煤礦博物園區開園，瑞三煤礦作為園區的一部分為展覽開放遊客參觀。
2019年，因瑞三整煤廠建築物保存不堪、建築結構崩塌等因素，新北市政府文化局對此進行瑞三礦業選煤廠修復及再利用工程，該工程設計者由建築師徐裕健負責，並在修復工事中將部分設施、機具、儲煤槽、翻車台、及廠房「產煤裕國」四字保存下來。新北市政府觀光旅遊局後規劃內部展覽，瑞三礦業選煤廠最終在2022年9月18日正式對外開放民眾參觀

## 建築設計

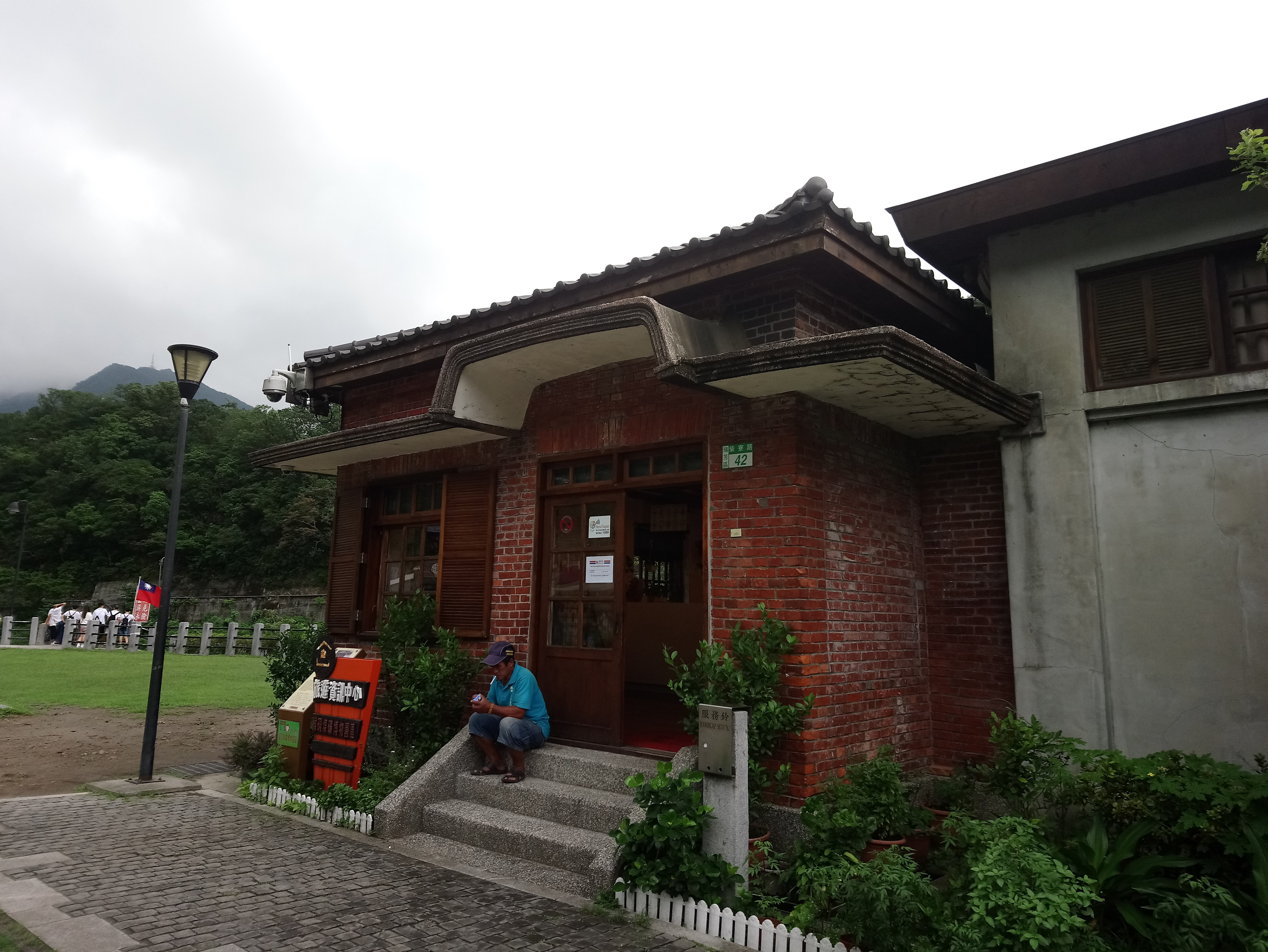
整煤場辦事處
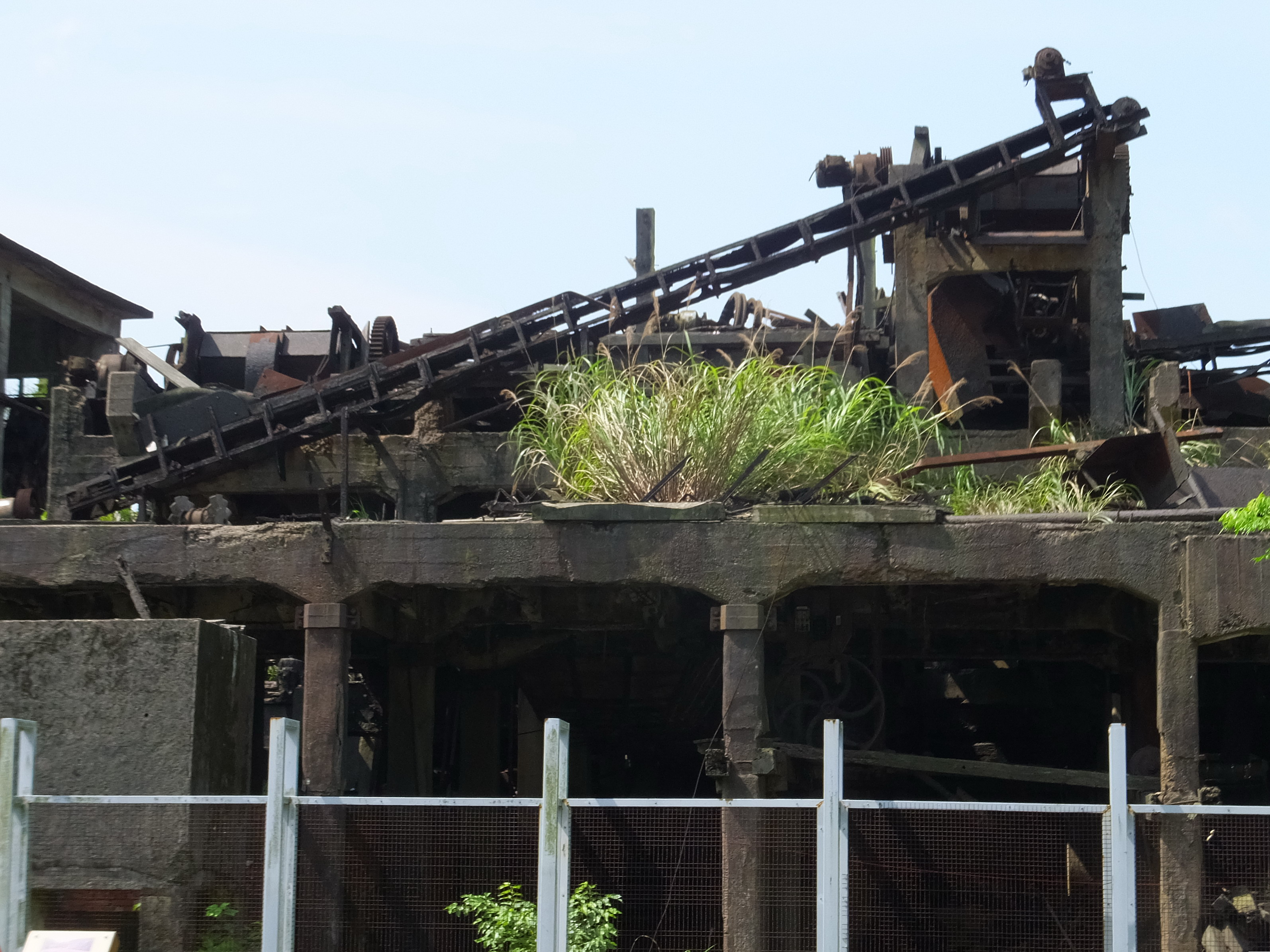
修復前的瑞三選煤場
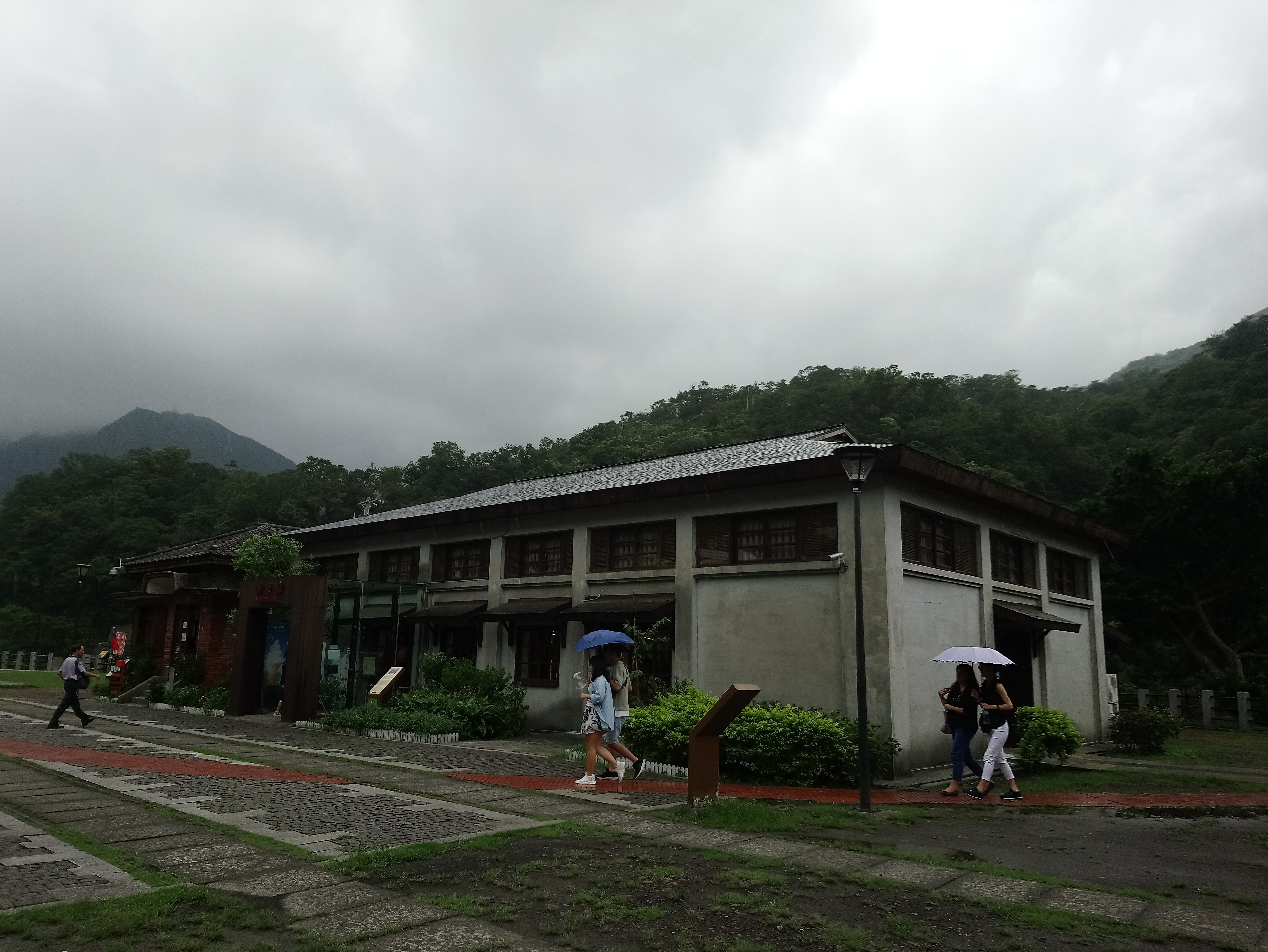
整煤場倉庫
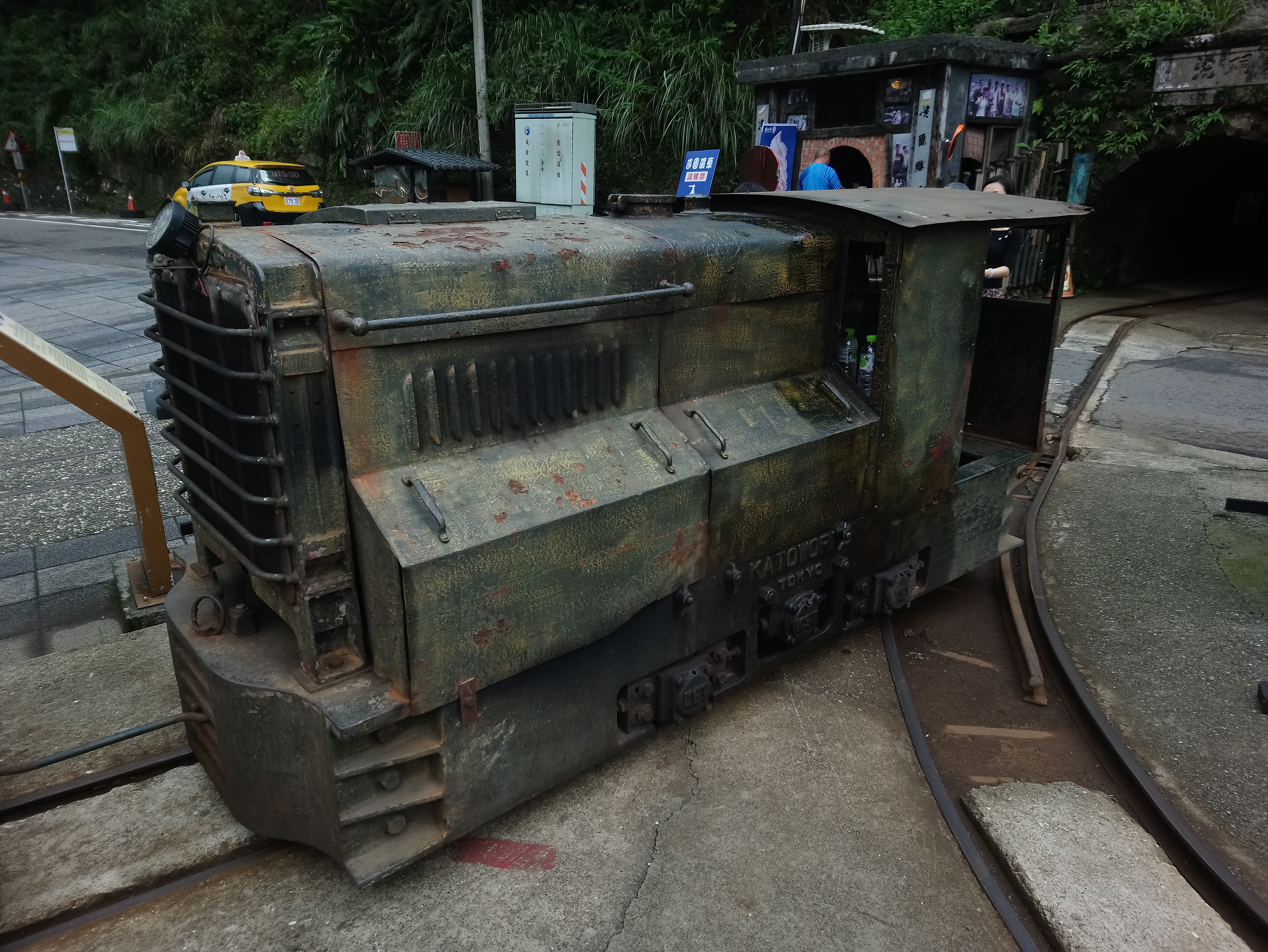
加藤柴油機車。

瑞三煤礦整煤場系統及廠房群主體為三層樓建築，一樓為鋼筋混凝土結構，二樓以上則為木構造，其材料大量使檜木與杉木等。建築物東向設有全臺灣第一部貨用昇降梯。廠區周圍設有與運煤橋，並保存部分機具、運煤通道、礦工浴室、宿舍空間等設施，並隨著使用需求而在各年代以階段性進行增建，當代則同步進行配合保存。
在功能部分，整煤場三樓設有捲揚機，具有牽拉礦車與傾倒煤炭的功能，二樓則設有女工辦公空間及儲煤櫃，以讓女性工作人員進行煤炭與石頭篩選，一樓則作為煤炭出貨區域與外部煤炭儲煤場所使用，周圍設有鐵軌，以利機具、輕便車以及火車進行搭載及出貨煤炭的工作。此外整煤場系統在基隆河東岸設有隸屬捨石場，至今保存有捲揚機房與捲揚機等當時使用的設施。整煤場的辦事處目前則作為遊客資訊中心使用。
日治時期興建的運煤鐵橋，最初僅作為運輸煤礦而建，因橋身鏽蝕嚴重、因礦業需求而在1960年代拆除，並在1965年8月重新改建成以鋼筋混凝土構成的圓弧形拱橋，命名為「瑞三大橋」，瑞三煤礦為了使周圍員工與家屬居民交通來回方便，故開方該橋提供開放給居民使用，橋上的左邊設有煤運輸運輸道，右邊則一公尺人行道提供給行人使用。當煤礦收坑後，該橋則則作為人行通道使用。
運煤橋於2010年7月進行修復工程，並在橋上地面鋪設了一條軌道和台車模型，橋體二側使用玻璃片阻隔作為透明護欄，當前運煤橋上仍可清晰保存原有的舊軌道以及水泥欄桿。
同時，選煤廠周圍區域有增設新設備或擴建空間，1977年，瑞三選煤廠曾設置洗煤廢水處理工程區同，設立分解槽、沉澱池，該設施能夠將選洗煤後淘汰的廢石經水過濾後，使用升降斗機送上運煤橋，運往基隆河東岸的捨石廠。

### 轄內設施

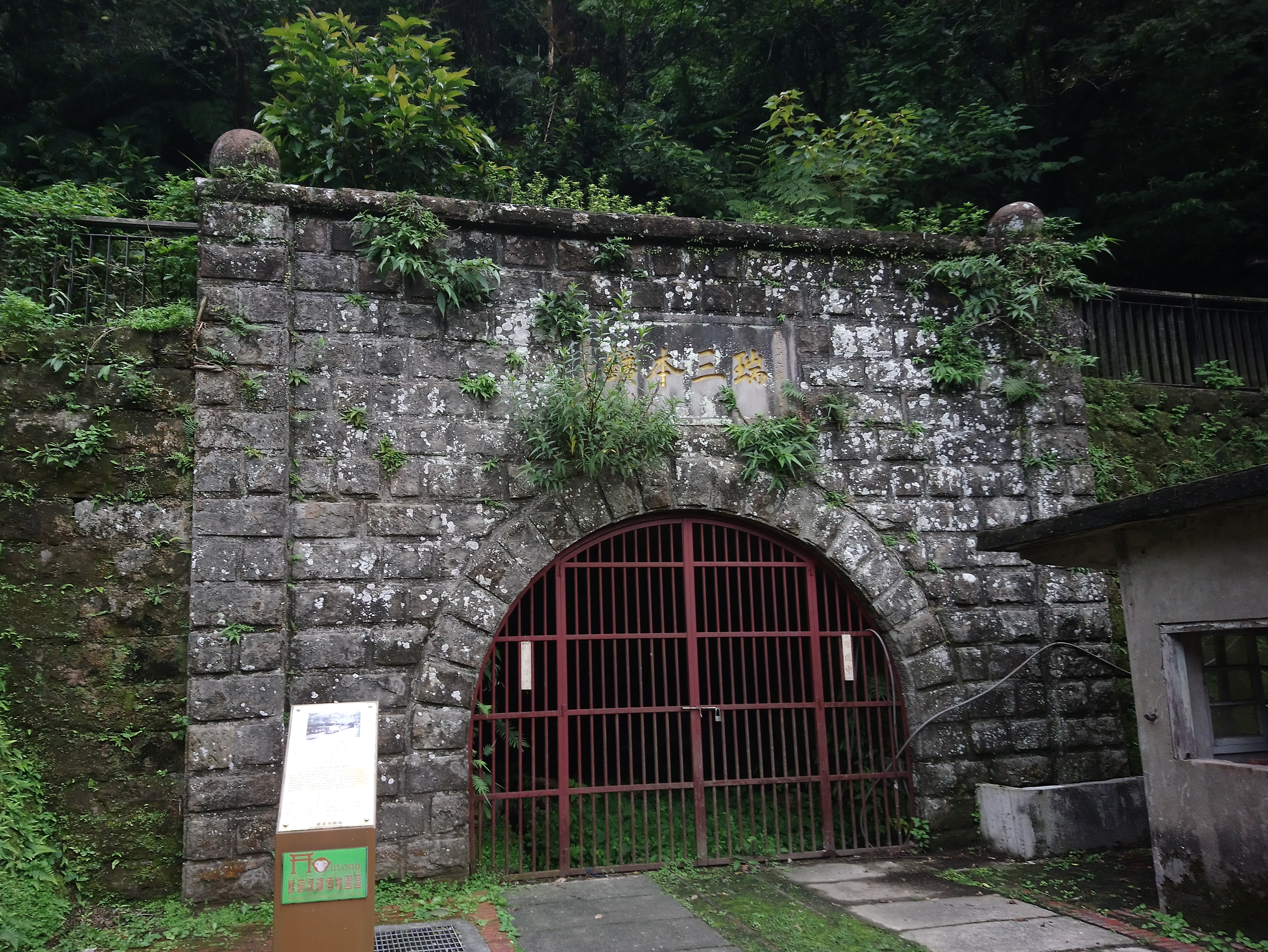
瑞三本礦，本礦坑口於1940年1月24日開坑

瑞三煤礦開採區域地質的岩石種為新生代第三系臺北統基隆層，屬於砂岩與頁岩，因此可能開採之炭層有本層、下層與最下層共計三層。其開採的部分坑洞則包括：
- 瑞三本礦[15]
- 五通坑[16]
- 中興斜坑[17]
- 瑞三煤礦新坑[18]
- 復興坑[19]
- 一通坑[20]
- 三通坑[21]
- 瑞平大斜坑[22]
- 馬坑[23]
- 中通坑[24]

## 歷史事件
1969年7月7日上午9點30分時，瑞三煤礦曾發生煤塵爆炸災變，主要原因是煤塵爆炸，當時坑內正有98名礦工，最終死亡21人，受傷64人。

## 另見
- 九份
- 金瓜石
- 新平溪煤礦博物園區
- 猴硐煤礦博物園區
- 水湳洞選煉廠遺址
- 猴硐神社
- 海山煤礦

## 外部連結
- 瑞三礦業整煤廠 - 新北市觀光旅遊網 （页面存档备份，存于）
- 瑞芳瑞三礦業 - 國家文化資產網 （页面存档备份，存于）